# Бобрик, Пётр Александрович
Петр Алекса́ндрович Бобрик (25 апреля 1880, Российская империя — 20 мая 1949, Мадисон, штат Висконсин, США) — русский военачальник. Генерал-майор. Участник Белого движения в Сибири. Участник Великого Сибирского Ледяного похода.

## Образование и служба до гражданской войны
Выпускник Симбирского кадетского корпуса и Восточного института. В 1900-м году окончил Михайловское артиллерийское училище.
В 1900—1910 годах проходил службу в Кронштадтской крепостной артиллерии, на 1 января 1909 года — в 1-м Кронштадтском крепостном артиллерийском полку. В 1906 году произведен в штабс-капитаны. В 1910 году вышел в запас.

## Участие в Первой мировой войне
Во время Первой мировой войны служил в 4-й тяжёлой артиллерийской бригаде 2-го артиллерийского дивизиона.
В 1915 году был произведён в капитаны, а в 1917 — в подполковники.

## Участие в Гражданской войне
После Октябрьской революции в столице убыл в отпуск «и по сложившимся политическим обстоятельствам в часть не вернулся».
26 мая 1918 года был мобилизован в войска Временного Сибирского правительства и с 31 мая 1918 года исполнял должность инспектора артиллерии Западно-Сибирского военного округа. С 13 июня 1918 года служил инспектором артиллерийского отдела Западно-Сибирской армии.
20 июля 1918 года был произведен в полковники. С 1 февраля 1919 года был прикомандирован к штабу Верховного главнокомандующего, а 1 марта начал исполнять должность инспектора артиллерии Южной армейской группы генерала П. А. Белова, отправившись на фронт 24 марта 1919 года.
С 3 апреля по сентябрь 1919 года командовал 9-й Стерлитамакской дивизией горных стрелков, входящей в состав 5-го Стерлитамакского армейского корпуса, а со 2 апреля по 10 мая 1919 года исполнял должность командира этого корпуса.
24 июля был награждён орденом Святого Владимира 3-й степени с мечами «за отличие в делах против неприятеля».
Участвовал в Великом Сибирском Ледяном походе.
В 1920 году — генерал для поручений при командующем Дальневосточной армии.
В мае того же года отчислен от занимаемой должности.
Из Владивостока выехал в США. Скончался в 1949 году.